# المؤتمر الإفخارستي الدولي السابع والثلاثون
كان المؤتمر الإفخارستي الدولي السابع والثلاثون و الذي عُقد في الفترة ما بين 31 يوليو إلى 7 أغسطس عام 1960 في ميونيخ ، غرب ألمانيا، هو النسخة السابعة والثلاثون من المؤتمر الإفخارستي الدولي للكنيسة الكاثوليكية الرومانية .

## التاريخ
تم اختيار موقع المؤتمر من قبل البابا بيوس الثاني عشر ، الذي سبق وأن خدم في ميونيخ كسفير بابوي . وقد حضر المؤتمر ما يقرب 430 الأساقفة و 28 كاردينالًا، بما في ذلك الكاردينال ريتشارد كوشينغ من بوسطن، والكاردينال فرانسيس سبيلمان من نيويورك، والكاردينال ألبرت غريغوري ماير من شيكاغو من الولايات المتحدة.

## الأحداث

### قداس الافتتاح
تم الاحتفال بالقداس الافتتاحي للمؤتمر في 31 يوليو 1960 في اوديونسبلاتز . حضر حوالى 80 الف شخص القداس.وقد تبنى الكاردينال جوزيف ويندل عناصر من الحركة الليتورجية بالاحتفال بالقداس ليس بظهره للشعب (كما هو الحال في الطقوس التريدينتينية) ولكن بالاحتفال به متجهًا نحو الناس وقراءة الإنجيل بالألمانية بدلاً من اللاتينية. 

### كنيسة التكفير بالقرب من داخاو
تم وضع حجر الأساس لـ «كنيسة التكفير» بالقرب من معسكر اعتقال داخاو السابق خلال المؤتمر.

### قداس على تريزينغوي
تم اختتام المؤتمر بالاحتفال بقداس ستاتيو أوربيس في ثيرزينفيس وهي ساحة كبيرة في ميونيخ حيث يقام مهرجان أكتوبر أيضًا كل عام.

### فيمكاب
خلال المؤتمرالإفخارستي لعام 1960 ، اجتمعت منظمات الشباب الكاثوليكية من بلدان مختلفة في ميونيخ وعقدت أول مؤتمر للمندوبين أعدّ تأسيس فيمكاب (الاتحاد الدولي للحركات الشبيبة الأبرشية الكاثوليكية). 